# 雷希滕巴赫河 (美因河支流)
49°59′29″N 9°34′49″E / 49.99139°N 9.58028°E

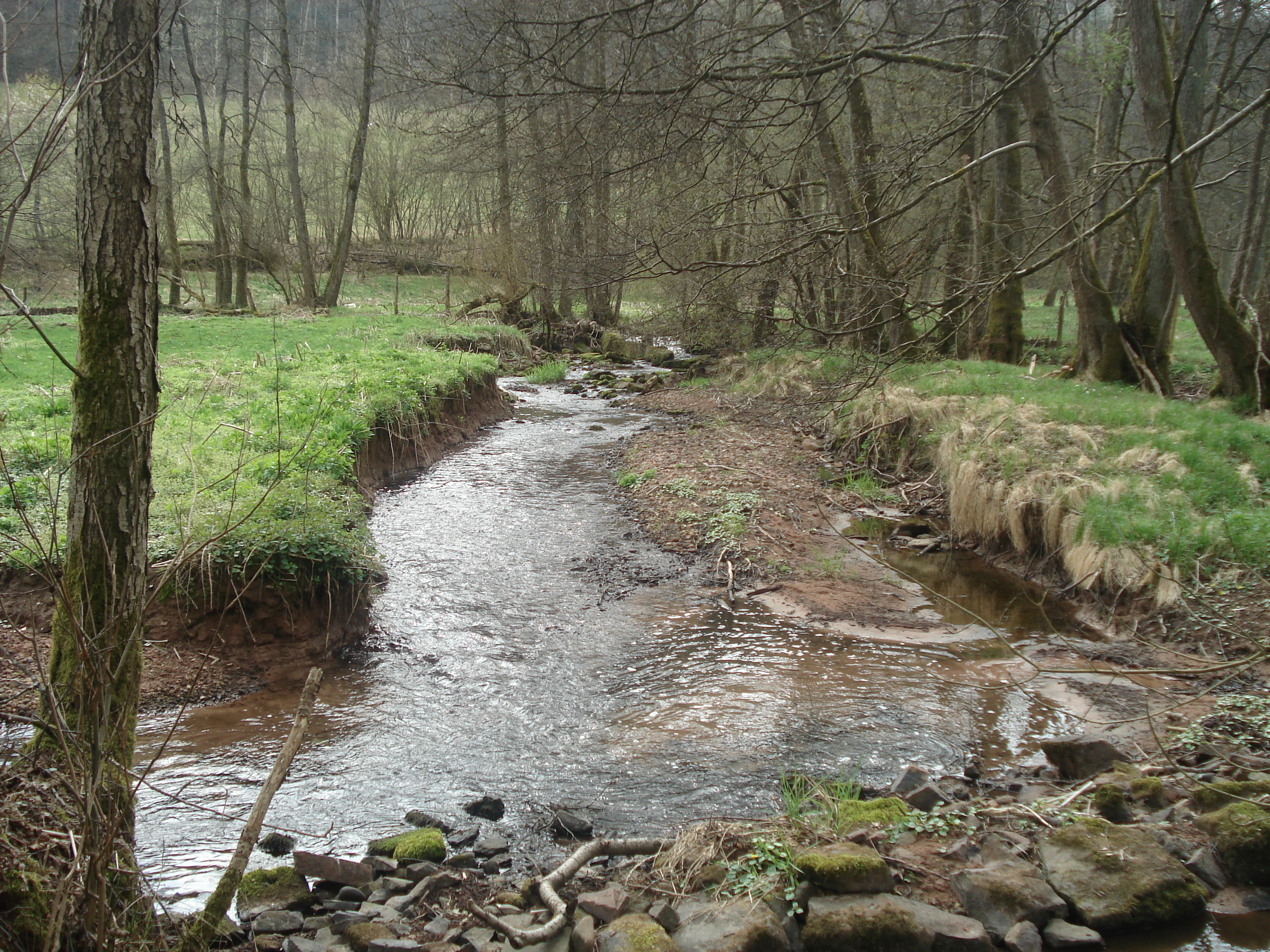

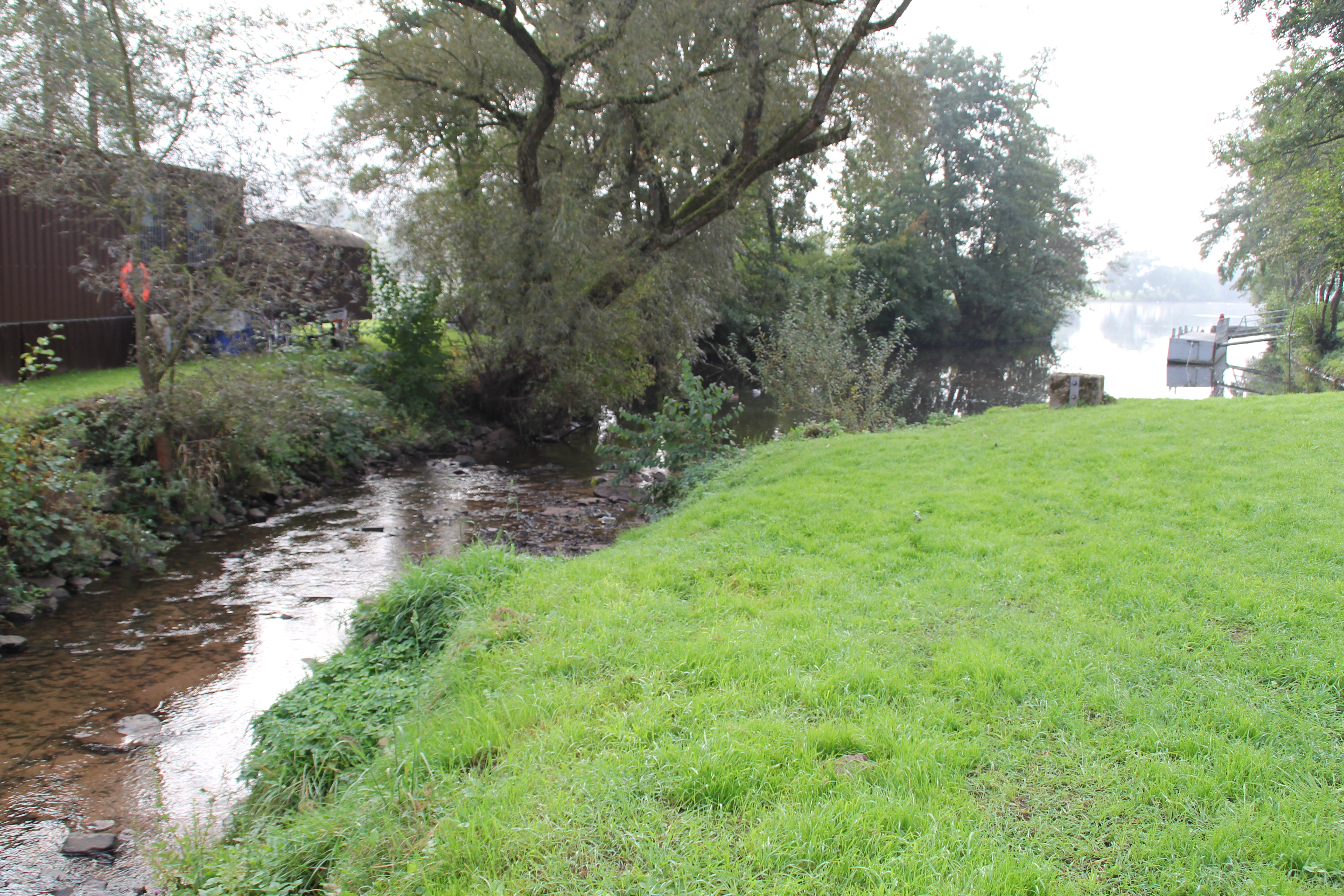

雷希滕巴赫河（德語：Rechtenbach）是德國的河流，位於該國東南部，由巴伐利亞負責管轄，屬於美因河的右支流，河道全長8.2公里，流域面積25平方公里，發源自雷希滕巴赫，河口處在美因河畔洛爾。